# مورسنگ‌چشم بال‌حنایی
مورچه‌مرغ بال‌حنایی (نام علمی: Thamnophilus torquatus) گونه‌ای از پرندگان در زیرتیرهٔ Thamnophilinae از تیرهٔ مورچه‌مرغان (Thamnophilidae) «نمادین» است. در بولیوی، برزیل و پاراگوئه یافت می‌شود.